# Macedonia na Mistrzostwach Świata w Lekkoatletyce 2013
Macedonia na Mistrzostwach Świata w Lekkoatletyce 2013 – reprezentacja Macedonii podczas czempionatu w Moskwie liczyła 1 zawodnika.

## Występy reprezentantów Macedonii
| Konkurencja            | Zawodnik     | Preeliminacje | Preeliminacje | Eliminacje | Eliminacje | Półfinał | Półfinał | Finał    | Finał   |
| Konkurencja            | Zawodnik     | Rezultat      | Pozycja       | Rezultat   | Pozycja    | Rezultat | Pozycja  | Rezultat | Pozycja |
| ---------------------- | ------------ | ------------- | ------------- | ---------- | ---------- | -------- | -------- | -------- | ------- |
| Bieg na 100 m mężczyzn | Riste Pandew | 10,97         | 17.           | NQ         | NQ         | NQ       | NQ       | NQ       | NQ      |